# Maurizio Diana
Maurizio Diana (né le 4 août 1939 à Rome) est un géologue, un physicien et un peintre italien. Son activité de recherche scientifique est remarquée surtout par son engagement dans le développement des technologies appliquées au secteur des Biens Culturels,,,,.

## Premiers travaux de recherche
En 1964, il obtient un doctorat en géologie à l’Université La Sapienza de Rome sur « La Nature physique de l’intérieur de la terre ». De 1964 à 1967, il est assistant volontaire de M. Pietro Caloi, Professeur en Sismologie. Depuis son doctorat, il est chercheur au CNEN (Comité National pour l’Énergie Nucléaire) au Centre de Recherche de La Casaccia à Rome où il s’occupe des dommages provoqués par des matériaux produits par des particules ionisantes (Radiation Damage). En même temps, il est chercheur associé au Joint Research Centre Européen d’Ispra. À partir de 1966, en collaboration avec le Centre de Recherche MASS (US Army Materials and Mechanics Research Center de Watertown), il commence un long parcours de recherche sur les Atomic Scattering Factors dans ce qui touche aux métaux pour la connaissance des configurations électroniques des éléments métalliques du Titane au Cuivre (éléments 3D). En 1968, à la suite d’une visite aux équipements des réacteurs du CEA de Saclay, il participe au développement et à la construction d’un collimateur de neutrons pour le développement du système diagnostique de la neutronographie auprès du réacteur Triga Mark II de la Casaccia.
En 1969, il commence un programme de recherche, suivant des prospectives appliquées, avec la technique du Small-Angle aux rayons X. C’est pour ce motif qu’en qualité de chercheur associé, il se rend à l’Université de Paris-Orsay, Laboratoire de Physique des Solides, dirigé par le professeur André Guinier et travaille à la création d’un instrument sur la technique du petit angle à rayons X à plus forte énergie. En 1971, utilisant la même technique dans les laboratoires de La Casaccia, il réalise un système d’analyse pour l’étude de la dimension et de la répartition des petits trous dans les philtres d’alumine, utilisés pour enrichir l’uranium. De 1972 à 1996, il est responsable des recherches au CNEN (aujourd’hui ENEA).

## Technologies appliquées pour les biens culturels
En 1983, il développe l’idée de transférer les nouvelles technologies vers le secteur des Biens Culturels, créant un modèle novateur pour gérer les ressources et les structures de recherche. Il réunit un groupe bien sélectionné de spécialistes qui développent des recherches spécifiques et offrent des services scientifiques au Ministère de la Culture, aux Musées, utilisant les laboratoires les plus avancés de l’ENEA.
En 1984, il coordonne la première d’une longue série de projets destinés à la conservation du patrimoine artistique italien : « Assurance sismique des Monuments ». Ensuite il coordonne le projet: « Etudes microclimatiques dans les Musées: Pinacothèque de Brera (MI), Musée civique de Viterbo, Musée de Capodimonte (NA) ». La même année, il coordonne le travail d’analyse sur l’Ange du Château Saint-Ange, la fameuse œuvre de Peter Anton von Verschaffelt, qui figure parmi les symboles les plus remarquables du patrimoine artistique de Rome. L’ange, jamais déplacé depuis son installation en 1743, fut désassemblé. Les trente morceaux qui le composent, placés en autant de caisse sur la terrasse du Château Saint-Ange, furent transportés en hélicoptère mis à la disposition par l’Armée, au Centre d’études de La Casaccia de l’ENEA.
En 1983, il devient promoteur du « Projet d’un système avancé pour le catalogage semi-automatique des repères archéologiques en céramique » (Stelit Sistemi S.p.A), suivi, en 1986, du « Projet Piémont », en collaboration avec FIAT Engineering, dans le Programme “Gisements Culturels” du Ministère des Biens Culturels. En 1986, Maurizio Diana et son équipe participent à la Biennale de Venise, section « Art et Science » avec une exposition didactique sur les analyses de la résurgence de l’eau à l’intérieur des murs des palais de Venise, à travers la technique de la « capture radiative des neutrons ».

## Écho des projets ENEA en Italie et à l'étranger
L’importante valeur scientifique des recherches ENEA sur la conservation des Biens Culturels, promue et coordonnée par Maurizio Diana, provoque un grand intérêt pour l’utilisation de nouvelles technologies appliquées à ce domaine en Italie et à l’étranger. En 1988, Maurizio Diana et une délégation ENEA se rendent à Moscou pour ITALIE 2000 (exposition organisée par l’ICE sur les productions les plus avancées). Ils apportent la statue de Giove egioco de la Direction générale des beaux-arts de Rome. Maurizio Diana expose les techniques diagnostiques au Président de l’URSS, Mikhaïl Gorbatchev, et au Président du Conseil Italien Ciriaco De Mita, et les applique en direct sur la statue.
En 1989, il est nommé Directeur du Projet de Macrostructure « Technologies pour la sauvegarde du Patrimoine Artistique ». En 10 ans, ce projet a réalisé plus de 500 interventions diagnostiques sur autant d’œuvres d’art importantes.
L’évolution des technologies appliquées aux Biens Culturels engendra un intérêt toujours plus grand côté académique et scientifique. Entre la fin des années 1980 et le début de 1980, Maurizio Diana décide de vivifier cette attention croissante en organisant d’importants congrès internationaux entièrement consacrés au rapport patrimoine artistique et science : en 1987 à Rome « Art comme Science », en 1992 à Vinci Art et Science, en 1993 à Bologne Les instruments de la Mémoire.
L’équipe de Maurizio Diana, poussée par l’intérêt suscité par les nouvelles recherches d’avant-garde dans le domaine, participe à de nombreuses manifestations internationales, telles que: le congrès pour le projet européen Eurêka! L’Europe de Paris (1987) ; l’Expo Universelle de Séville (1992), l’exposition « TECNOVA » de Madrid (1987), la réunion « Worldtech » de Vienne en 1989. En 1993, avec l’ICE, il organise à Chicago le séminaire de la « Technologie italienne pour les Biens Culturels », un grand congrès exposition consacré à l’innovation technologique italienne dans le domaine. À la suite des activités de l’ENEA pour les recherches sur la conservation des Biens Culturels, il dirige la publication de quatre tomes : Le nuove tecnologie per la salvaguardia del Patrimonio Artistico (Edizioni De Luca, 1985), Tecnologie per la Cultura (Edizioni De Luca, 1988), La Chimera d’Arezzo (ed. Il Torchio, Firenze 1992), et L’attività dell’Enea per i Beni Culturali (ed. Il Torchio, Firenze 1995).

## Enseignement et grandes restaurations dans les années 2000
Son travail à l’ENEA terminé, Maurizio Diana décide de mettre son expérience scientifique appliquée aux Biens Culturels au service de l’Université où, en tant que professeur à la Faculté des Sciences à Rome : « La Sapienza », il donne des cours sur Les Technologies appliquées à la restauration et à la conservation des Biens Culturels. En 2002, il crée et coordonne un cours de formation « Méthodologies physiques non destructives pour les recherches sur les B.C. » à la Faculté de Physique. De cette expérience naîtra en 2005 le livre « Méthodologies physiques non destructives pour les recherches sur les B.C. » de M.D. en collaboration avec le professeur Giovanni E. Gigante. Ce livre deviendra texte d’études au sein de beaucoup d’Universités italiennes.
Pendant toutes les années 2000, M.D. mettra ses compétences professionnelles au service du développement d’importants projets de restauration d’œuvres du Pays d’une très grande valeur artistique et culturelle. En 2003, il dirige les analyses scientifiques de la restauration de « l’Apollon de Véies » et l’année suivante de « l’Héraclès de Véies », deux importantes statues en argile, grandeur nature, du Musée national étrusque de la villa Giulia à Rome,,,. En même temps, il est responsable des analyses scientifiques pour la restauration de la Chapelle d’Italie dans la Co-Cathédrale Saint-Jean à La Valette (Malte).
2005 est l’année de la statue de marbre « La jeune fille d’Anzio » du Musée National Romain et, en 2008 de l’Obélisque de la place Saint-Jean de Latran à Rome pour laquelle il coordonne les recherches scientifiques sur l’état de conservation et sur la stabilité de l’œuvre.
En 2006, à la suite de ces importantes restaurations, Maurizio Diana est couronné par Legambiente à l’occasion de la campagne « Sauve l’art » dans le domaine du « Prix Amis de l’art » créé pour identifier « dix personnalités qui opèrent dans le domaine des biens culturels et se sont distinguées pour avoir contribué à la restauration d’œuvres d’art à risque, avoir lutté pour la défense des biens culturels, avoir remis dans la légalité et rendu aux citoyens des œuvres d’art volées ou abimées, ou encore pour avoir trouvé des manières innovatrices de gérer et de profiter du patrimoine historique artistique,. »

## Activité artistique
À côté de sa carrière scientifique Maurizio Diana a développé l’activité de peintre commencée dès son adolescence. En 1960, il suit la tendance néo-figurative suivant « l’École romaine ». En 1969, il travaille à Paris dans un groupe d’avant-garde (CAP - Comité d'action plasticien) expérimentant et appliquant la peinture collective sur les thèmes d’actualité politique à travers la production d’« affiches » destinées à l’affichage et au débat public dans les rues (des copies de ces affiches sont gardées au Musée de la Publicité de Paris). Dans les années soixante-dix, il collabore avec la Galerie Il Babbuino de Rome et participe aux salons de la Jeune Peinture et de Figuration Critique à Paris. Depuis les années 1980, il développe un système composite de l’image où les grands tableaux deviennent installations dans lesquelles les images peintes sur toile se fondent avec les paysages et les lieux physiques à travers la projection de diapositives en blanc et noir et la variation de l’intensité de la lumière projetée.
Les années quatrevingtdix voient la production de nombreuses œuvres qui utilisent la nouvelle technique composite. Un document produit en collaboration avec le metteur en scène Luciano Emmer « L’ultima cena? - Mouvements de son et lumière » en immortalise la création.
Depuis 2000, il affirme sa présence à l’étranger avec des expositions personnelles et collectives. En 2003, il est invité à la Biennale d’Alexandrie (Égypte) ; en 2008, on le trouve à La Valette avec une personnelle organisée par l’Institut Italien de la Culture de Malte. La même année voit encore une personnelle à Paris, organisée par l’Institut Italien de Culture de Paris et La Chambre de Commerce pour la France. Depuis 2008, il participe au Salon des Artistes Indépendants au Grand Palais de Paris. En 2009, il présente ses toiles au Consulat d’Italie à Lille et célèbre les 50 ans de son activité artistique au Palais Ferrajoli à Rome,. En 2011, il est invité à l’initiative “100 Artistes pour Hangzhou” organisée par Hangzhou Cultural Brand Promotion Organization grâce à la ville de Hangzhou et Assoartisti-Confesercenti dans le but d’augmenter les échanges entre l’Italie et le Chine à travers le langage de l’art.
2013 voit la Monographie « Maurizio Diana –Une Figuration Illuminée » écrite par Gérard Xuriguera critique d’art très connu, qui parcourt à nouveau les dernières années de production artistique caractérisée par la fusion de l’image avec la composante lumineuse. Ses œuvres sont dans beaucoup de collections privées et une partie de son œuvre graphique est à la Bibliothèque nationale de France, section Collections des Estampes du XXe siècle.

## Participation aux commissions institutionnelles
- Nouveaux cours d’études universitaires pour la conservation des Biens Culturels (1984)
- Diffusion de la Culture Scientifique du Ministère pour la Recherche Scientifique (1994)
- Plan des charges critiques du Ministère de l’Environnement (1994)
- Membre du Comité Scientifique de la 2e Conférence internationale sur les épreuves non destructives, méthodes micro-analytiques et recherches ambiantes pour l’étude et la conservation des œuvres d’art (1988)
- Coordinateur du Comité Scientifique de l’ARPAI - Association pour la Restauration du Patrimoine Artistique Italien, charge qu’il garde encore à présent.
- Membre du Comité Scientifique de la 3e Conférence Internationale sur les épreuves non destructives, méthodes micro-analytiques et recherches ambiantes pour l’étude et la conservation des œuvres d’art (1992)
- Membre du Comité Scientifique « 6e International Conferenceon non-destructive testing and microanalysis for diagnostics and conservation of cultural héritage » (1999)
- Membre du Comité Scientifique du congrès AIAr : « Vers de nouveaux visages professionnels pour l’étude, la conservation, la gestion des Biens Culturels (2000) »
- Membre du Comité Scientifique du 2e Congrès National de l’Association Italienne de Archéométrie « Sciences pour les Biens Culturels » (2002)
- Membre du Comité Scientifique « Centre Zetema » pour la valorisation des ressources historiques ambiantes de Matera de 1991 à 1996
- Responsable du sous-projet Eurocare-Copal (1990)
- Responsable International du projet pilote Italie-Grèce financé par la CEE (ECC-STEP n°0143-IT) sur la conservation du patrimoine en pierre dans des zones autorisées (1991)
- Coordinateur de l’accord ENEA-ICCD (Institut Central pour le Catalogue et la Documentation du Ministère des Biens Culturels).
- Associé fondateur et premier Président de l’AIAr, Association Italienne de Archéométrie et Conseiller de 1999 à 2003.
- Coordonnateur-rédacteur du bulletin AIAr pour les numéro 0 et “Numéro Spécial” (1999)